# Reloov trougao
Reloov poligon je kriva konstantne širine - to jest, kriva čiji su svi prečnici iste dužine. Najpoznatiiji oblik je Reloov trougao. Ime je dobio po Francu Rolou, nemačkom inženjeru iz 19. veka, mada je trougao bio poznat i pre njega. Reloov trougao je najprostiji netrivijalni primer krive sa konstantnom širinom - kriva kod koje su ista rastojanja dve suprotne paralelne tangente, nebitno od smera tih paralela. (Trivijalni primer je krug.)
Reloov poligon se formira od preseka tri kružna diska, od kojih svaki ima centar na granici druga dva. Konstantna širina znači da je razdvajanje svake dve paralelne noseće linije isto, nezavisno od njihove orijentacije. Pošto su svi njegovi prečnici isti, Reloov trougao je jedan odgovor na pitanje „Osim kruga, kakav oblik može da poprimi poklopac šahta tako da ne može da padne kroz rupu?“
Reloovi trouglovi se takođe nazivaju sfernim trouglovima, ali taj termin se tačnije odnosi na trouglove na zakrivljenoj površini sfere. Oni su nazvani po Francu Rolou, nemačkom inženjeru iz 19. veka koji je bio pionir proučavanja mašina za prevođenje jedne vrste kretanja u drugu, i koji je koristio Roloove trouglove u svojim dizajnima. Međutim, ovi oblici su bili poznati pre njegovog vremena, na primer od strane dizajnera gotskih crkvenih prozora, od Leonarda da Vinčija, koji ih je koristio za projekciju karte, i od Leonarda Ojlera u svojoj studiji oblika konstantne širine. Ostale primene Reloovog trougla uključuju davanje oblika trzalicama za gitaru, navrtkama za hidrant protiv požara, olovkama i burgijama za bušenje kvadratnih rupa sa filetom, kao i u grafičkom dizajnu u obliku nekih znakova i korporativnih logotipa.
Među oblicima konstantne širine sa datom širinom, Reloov trougao ima minimalnu površinu i najoštriji (najmanji) mogući ugao (120°) u svojim uglovima. Po nekoliko numeričkih mera, on je najudaljeniji od centralno simetričnog. On obezbeđuje najveći oblik konstantne širine izbegavajući tačke celobrojne rešetke i usko je povezan sa oblikom četvorougla maksimizirajući odnos perimetra i prečnika. On može da izvrši potpunu rotaciju unutar kvadrata dok u svakom trenutku dodiruje sve četiri strane kvadrata i ima najmanju moguću površinu oblika sa ovim svojstvom. Međutim, iako pokriva većinu kvadrata u ovom procesu rotacije, ne uspeva da pokrije mali deo površine kvadrata, blizu njegovih uglova. Zbog ove osobine rotacije unutar kvadrata, Reloov trougao je ponekad poznat i kao Reloov rotor.

## Konstrukcija
Konstrukcija Reloovog trougla počinje na jednakostraničnom trouglu. Šestar se postavi u jedno od temena i opiše kružni luk između druga dva temena. To se ponovi i za ostala temena. Zatim se obriše početni trougao. Rezultat je kriva sa konstantnom širinom. Ekvivalentno, za dati trougao T čije su stranice a, uzeti granicu preseka kružnica sa poluprečnikom a koje su konstruisane iz temena T.
Po Blaške-Lebegovoj teoremi, Reloov trougao ima najmanju površinu od svih krivih konstantne širine. Ta površina je {\displaystyle {1 \over 2}(\pi -{\sqrt {3}})r^{2}}, gde je r konstantni poluprečnik.
Reloov trougao može da se generalizuje na pravilne poligone sa neparnim brojem stranica. Tako su, na primer, izrađeni britanski novčići od 20 i 50 penija.

## Matematička svojstva
Najosnovnije svojstvo Roloovog trougla je da ima konstantnu širinu, što znači da za svaki par paralelnih nosećih linija (dve linije istog nagiba koje obe dodiruju oblik bez da prelaze kroz njega) dve prave imaju isto međusobno Euklidsko rastojanje, bez obzira na orijentaciju ovih linija. U bilo kom paru paralelnih nosećih linija, jedna od dve prave će nužno dodirnuti trougao u jednom od njegovih vrhova. Druga potporna linija može dodirnuti trougao u bilo kojoj tački suprotnog luka, a njihovo rastojanje (širina Roloovog trougla) je jednaka poluprečniku ovog luka.
Prvi matematičar koji je otkrio postojanje krivih konstantne širine i primetio da Roloov trougao ima konstantnu širinu, verovatno je bio Leonard Ojler. U radu koji je predstavio 1771. i objavio 1781. pod naslovom De curvis triangularibus, Ojler je proučavao krivolinijske trouglove kao i krive konstantne širine, koje je nazvao orbiformama.

### Ekstremne mere
Po mnogim različitim merama, Reloov trougao je jedna od najekstremnijih krivih konstantne širine.
Po Blašk-Lebegovoj teoremi, Roloov trougao ima najmanju moguću površinu bilo koje krive date konstantne širine. Ova oblast je
{\displaystyle {\frac {1}{2}}(\pi -{\sqrt {3}})s^{2}\approx 0,70477s^{2},}
gde je s konstantne širine. Jedna metoda za izvođenje ove formule površine je da se Roloov trougao podeli na unutrašnji jednakostranični trougao i tri krivolinijska regiona između ovog unutrašnjeg trougla i lukova koji formiraju Roloov trougao, a zatim se dodaju površine ova četiri skupa. U drugom ekstremu, kriva konstantne širine koja ima najveću moguću površinu je kružni disk, koji ima površinu {\displaystyle \pi s^{2}/4\approx 0,78540s^{2}}.
Svi uglovi koje stvara svaki par lukova u uglovima Roloovog trougla su jednaki 120°. Ovo je najoštriji mogući ugao na bilo kom vrhu bilo koje krive konstantne širine. Pored toga, među krivima konstantne širine, Roloov trougao je onaj sa najvećim i najmanjim upisanim jednakostraničnim trouglom. Najveći jednakostranični trougao upisan u Roloov trougao je onaj koji spaja njegova tri ugla, a najmanji je onaj koji spaja tri sredine njegovih stranica. Podskup Reloovih trouglova koji se sastoje od tačaka koje pripadaju u tri ili više prečnika je unutrašnjost većeg od ova dva trougla; on ima veću površinu od skupa tačaka tri prečnika bilo koje druge krive konstantne širine.
Iako Reloov trougao ima šestostruku dihedralnu simetriju, isto kao i jednakostranični trougao, on nema centralnu simetriju. Reloov trougao je najmanje simetrična kriva konstantne širine u pogledu dve različite mere centralne asimetrije, Kovner-Besikovič meri (odnos površine prema najvećem centralno simetričnom obliku zatvorenom krivom) i Estermanovoj meri (odnos površine prema najmanjem centralno simetričnom obliku koji obuhvata krivu). Za Reloov trougao, dva centralno simetrična oblika koji određuju mere asimetrije su oba heksagonalna, iako unutrašnji ima zakrivljene stranice. Reloov trougao ima prečnike koji dele njegovu površinu neravnomernije od bilo koje druge krive konstantne širine. To jest, maksimalni odnos površina sa obe strane prečnika, što je još jedna mera asimetrije, veći je za Roloov trougao nego za druge krive konstantne širine.
Među svim oblicima konstantne širine koji izbegavaju sve tačke celobrojne rešetke, onaj sa najvećom širinom je Reloov trougao. On ima jednu od svojih osa simetrije paralelnu sa koordinatnim osa na polucelobrojnoj pravoj. Njegova širina, otprilike 1,545, je koren polinoma stepena 6 sa celobrojnim koeficijentima.
Kao što je moguće da krug bude okružen sa šest podudarnih krugova koji ga dodiruju, takođe je moguće rasporediti sedam podudarnih Roloovih trouglova tako da svi stupe u kontakt sa centralnim Roloovim trouglom iste veličine. Ovo je najveći mogući broj za bilo koju krivu konstantne širine.
Među svim četvorouglovima, oblik koji ima najveći odnos svog perimetra i prečnika je ekvidijagonalni deltoid koji se može upisati u Roloov trougao.

## Upotreba
- Rotor Vankelovog motora je sličan Reloovom trouglu.
- Burgijom u obliku Reloovog trougla može da se izbuši rupa koja je skoro savršeni kvadrat. Takvu burgiju je 1914. projektovao i patentirao Heri Vats (engl. Harry Watts). Ta burgija je konkavna na tri mesta, što omogućava sečenje uglova kvadrata i odstranjivanje strugotine.

## Trodimenzionalna verzja
Presek lopti poluprečnika r iz centa pravilnog tetraedra čija je stranica r se zove Reloov tetraedar, ali nije površ sa konstantnom širinom. Ali, može da se napravi da bude površ sa konstantnom širinom, koji se zove Majsnerov tetraedar, tako što se ivični lukovi zamene krivim umecima; alternativno, rotaciona površ Reloovog trougla kroz jednu njegovu osu simetrije formira površ konstantne širine, sa najmanjom zapreminom od svih rotacionih površi date konstantne širine.

## Spoljašnje veze
- Weisstein, Eric W. „Reuleaux Triangle”. MathWorld.
- Weisstein, Eric W. "Reuleaux Triangle." From MathWorld--A Wolfram Web Resource. - Reloov trougao na sajtu